# Джордж Рой Гілл
Джордж Рой Гілл (англ. George Roy Hill) (нар.20 грудня 1921, Міннеаполіс, Міннесота — пом.27 грудня 2002, Нью-Йорк) — американський кінорежисер. Джордж Рой Гілл — володар премії «Оскар» за фільм 1973 «Афера» з Робертом Редфордом і Полом Ньюманом та номінант на премію Кіноакадемії за вестерн Буч Кессіді і Санденс Кід, що вийшов чотирма роками раніше, з тим же акторським дуетом в головних ролях.

## Життєпис
Джордж Рой Гілл народився в Міннеаполісі, штат Міннесота, у сім'ї ревних католиків Джорджа Роя та Гелен Френсіс Гілл, що мала інтересами в газетному бізнесі. Родині належала газета «Minneapolis Tribune». Джордж Вільям Гілл, відомий в епоху німого кіно режисер, не має до Джорджа Роя Гілла жодного відношення, вони просто однофамільці.
Джордж отримав освіту в «Blake School», у одній з найпрестижніших приватних шкіл Міннесоти. Він з дитинства марив літаками. Після школи Джордж любив бувати на летовищі, як хобі він запам'ятовував рекорди льотчиків-асів часів Другої світової війни, а його кумиром був американський пілот Спід Голман. Уже в 16 років Джордж отримав ліцензію пілота. Літаки займали важливе місце в його фільмах і досить часто зазнавали аварії, наприклад, в «Бійня номер п'ять», «Світі по Гарпу», і особливо у «Великому Волдо Пеппер», де Роберт Редфорд, один з улюблених акторів Гілла, зіграв летуна, багато в чому схожого на легендарного Спіді Голмана.
Джордж Рой Гілл дуже любив класичну музику, особливо твори Баха, вступивши до Єльського університету, вивчав музику під керівництвом відомого композитора Пауля Гіндеміта. Він закінчив Єль в 1943-му. В університеті Джордж співав у найстарішому американському хорі студентів молодших курсів «The Spizzwinks» і був членом таємного студентського товариства «Scroll and Key Society».

### Військова служба
У роки Другої світової Гілл служив у Корпусі морської піхоти США і пілотував вантажні літаки в південній частині Тихого океану. У 1952 році Джордж повернувся в армію — з початком війни в Кореї його викликали на дійсну службу як льотчика-винищувача у званні майора. Він служив у навчальному центрі в Північній Кароліні. Джордж використовував свій досвід Корейської війни як основу для телевізійної драми «Сторож брату моєму», в якій сам і зіграв.

## Кар'єра
Після війни Гілл працював репортером в одній з техаських газет, потім скористався пільгою для військовослужбовців і вирушив до Дубліна закінчувати освіту. Там він вперше вийшов на театральну сцену. Повернувшись в США, Джордж гастролював з трупою Шекспірівського репертуарного театру Маргарет Вебстер, потім з'явився на Бродвеї у Річарді II. У 1952-му він зіграв другорядну роль у голлівудському фільмі «Курс на східний маяк».
У 1957-му, після декількох років роботи на телебаченні як сценариста і режисера, Гілл, вже досвідчений режисер, повернувся на Бродвей. Його постановки «Поглянь на будинок свій, ангел» та «Період звикання» Теннессі Вільямса стали лауреатами Пулітцерівської премії.
У 1962 році відбувся дебют режисера в кіно, Джордж перетворив п'єсу Теннессі Вільямса у фільм, у 1963-му зняв драму за п'єсою Ліліан Гелман «Іграшки на горищі». Комедія 1964 року «Мир Генрі Орієнта» різко підвищила ставки Джорджа як голлівудського режисера, але «Гаваї» (1966) з бюджетом 14 мільйонів доларів сильно здивували продюсерів. Причому, коли з метою економії студія спробувала замінити режисера на Артура Гіллера, але сотні полінезійців оголосили страйк, заявивши, що будуть працювати тільки з Гіллом, тому що він — їх друг.
Репутація Гілла була відновлена після виходу «Вельми сучасної Міллі», особливо, після самого касового в Голлівуді вестерна Буч Кессіді і Санденс Кід. Фільм виграв чотири «Оскари»; «Афера» — сім, включаючи премії за найкращий фільм і найкращу режисуру.
Гілл дуже не любив, якщо його актори спізнювалися на зйомки, і вони не дозволяли собі спізнюватися, знімаючись у нього. Ще він не любив показувати на екрані смерть, тому герої якщо і гинули, то за кадром, або камера робила стоп-кадр за секунду до загибелі персонажа, а глядачі розуміли всі по звуковому супроводу.

## Особисте життя
Під час роботи з театральною трупою Маргарет Вебстер, Гілл познайомився з актрисою Луїзою Гортон. Вони одружилися 7 квітня 1951, в шлюбі з'явилися два сини і дві дочки, проте пізніше вони все одно розлучилися. У Гілла і Гортон було 12 онуків, Луїза пережила колишнього чоловіка на п'ять років.
Після його другого повернення до цивільного життя Гілл купив біплан Waco з відкритою кабіною, побудований в 30-х роках, але приблизно за десть років до кінця життя позбувся його.
В останні роки Гілл страждав хворобою Паркінсона. Великий режисер помер 27 грудня 2002 року у віці 81 року, у власному будинку в Нью-Йорку, від ускладнень хвороби Паркінсона.

## Фільмографія

### Режисер
- Кумедна ферма / Funny Farm (1988)
- Маленька дівчинка-барабанщик / The Little Drummer Girl (1984)
- Світ від Гарпа / The World According to Garp (1982)
- Маленький роман / A Little Romance (1979)
- Удар по воротах / Slap Shot (1977)
- Великий Волдо Пеппер / The Great Waldo Pepper (1975)
- Афера / The Sting (1973)
- Бійня номер п'ять / Slaughterhouse-Five (1972)
- Буч Кессіді і Санденс Кід / Butch Cassidy and the Sundance Kid (1969)
- Вельми сучасна Міллі / Thoroughly Modern Millie (1967)
- 1966 : «Гаваї»[en] / (Hawaii)
- Світ Генрі Орієнта / The World of Henry Orient (1964)
- Іграшки на горищі / Toys in the Attic (1963)
- Період звикання / Period of Adjustment (1962)
- The Kaiser Aluminum Hour (1956—1957) (серіал)
- Театр 90 / Playhouse 90 (1956—1960) (серіал)
- Люкс-відео театр / Lux Video Theatre (1950—1959) (серіал)
- Телевізійний театр Крафта / Kraft Television Theatre (1947—1958) (серіал)

### Сценарист
- Маленький роман / A Little Romance (1979)
- Великий Волдо Пеппер / The Great Waldo Pepper (1975)
- Телевізійний театр Крафта / Kraft Television Theatre (1947—1958) (серіал)

### Актор
- Світ по Гарпу / The World According to Garp (1982) — пілот (в титрах не вказаний)
- Прогулянка на схід від Маяка! / Walk East on Beacon (1952) — Ніколас Вілбен
- Люкс-відео театр / Lux Video Theatre (1950—1959) (серіал)

### Продюсер
- Світ по Гарпу / The World According to Garp (1982)
- Великий Волдо Пеппер / The Great Waldo Pepper (1975)